# Estatua ecuestre de George Washington (Washington Circle)
Teniente general George Washington es una estatua ecuestre de George Washington de 1860, en Washington Circle, en el borde del campus de la Universidad George Washington en Washington D. C. (Estados Unidos). La estatua fue esculpida por Clark Mills.

## Historia

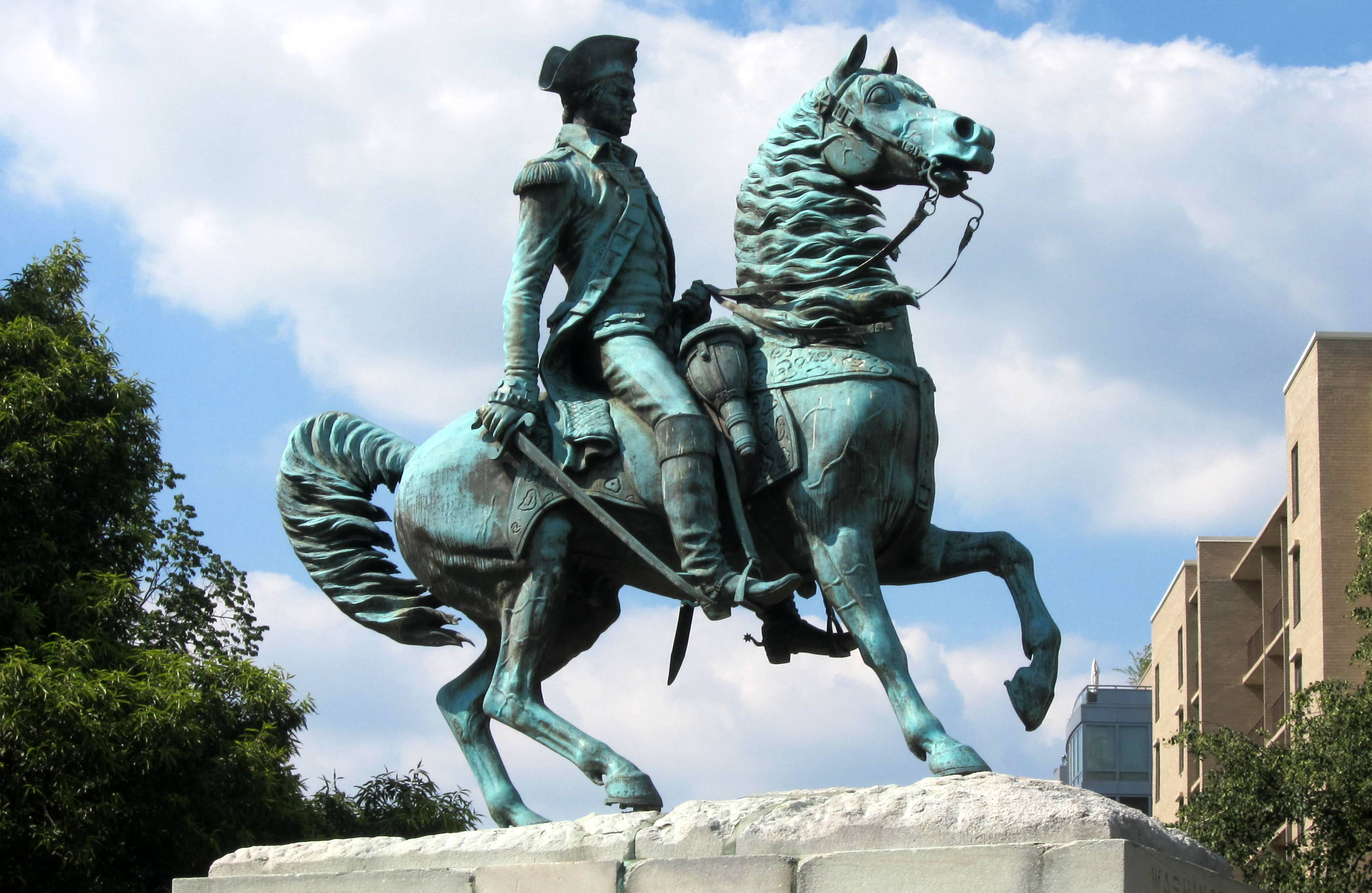
Vista lateral del monumento

En 1783, después del final de la Guerra de Independencia de los Estados Unidos, el Congreso Continental ordenó que se erigiera una estatua ecuestre de Washington, cuya base debería representar el incidente principal de la guerra. Por alguna razón, el tema se abandonó hasta después de la muerte de Washington, cuando en diciembre de 1799, el Congreso resolvió que el gobierno de los Estados Unidos erigiera un monumento de mármol. Esto también se retrasó, sin embargo, y en mayo de 1800, por tercera vez, se decidió que la construcción de un mausoleo costoso lo resolvería. Después de hablar, 1801, se hizo una asignación de 800 000 dólares para el propósito y se terminó la cuestión de la estatua.
El 13 de febrero de 1832, se adoptó una resolución de investigación presentada por el congresista (y luego presidente) James Buchanan sobre cómo se había llevado a cabo la resolución de la Cámara de 1799. La Cámara nombró un comité para que hiciera los arreglos necesarios para la celebración del centenario del nacimiento de Washington. Esto trajo de vuelta la idea de crear una estatua en honor a George Washington.
La estatua ecuestre fue finalmente autorizada por una ley del Congreso el 25 de enero de 1853, y ejecutada por el escultor Clark Mills, y dedicada el 22 de febrero de 1860 por el presidente Buchanan. Costó 60 000 dólares.
Se representa a Washington avanzando frente a las líneas estadounidenses hacia las británicas, con disparos y balas de cañón, en la batalla de Princeton y Trenton. Sostiene las riendas con calma mientras examina la batalla con determinación inquebrantable.
La crin del caballo está inspirada en Napoleón cruzando los Alpes.El rango de Washington durante la guerra no era "Teniente General", sino "General y Comandante en Jefe". En 1798, durante la Cuasi-Guerra, fue designado para comandar el ejército con el grado de teniente general.
Después de años de proteger Washington Circle durante más de un siglo, esta estatua ecuestre se trasladó temporalmente para permitir la construcción del paso subterráneo de K Street. En 1936, Washington y su caballo fueron liberados de su jaula de madera y regresaron al centro del Washington Circle.
Como parte de la Estatuas de la Revolución Estadounidense en Washington D. C., la estatua figura en el Registro Nacional de Lugares Históricos.